# Sistan

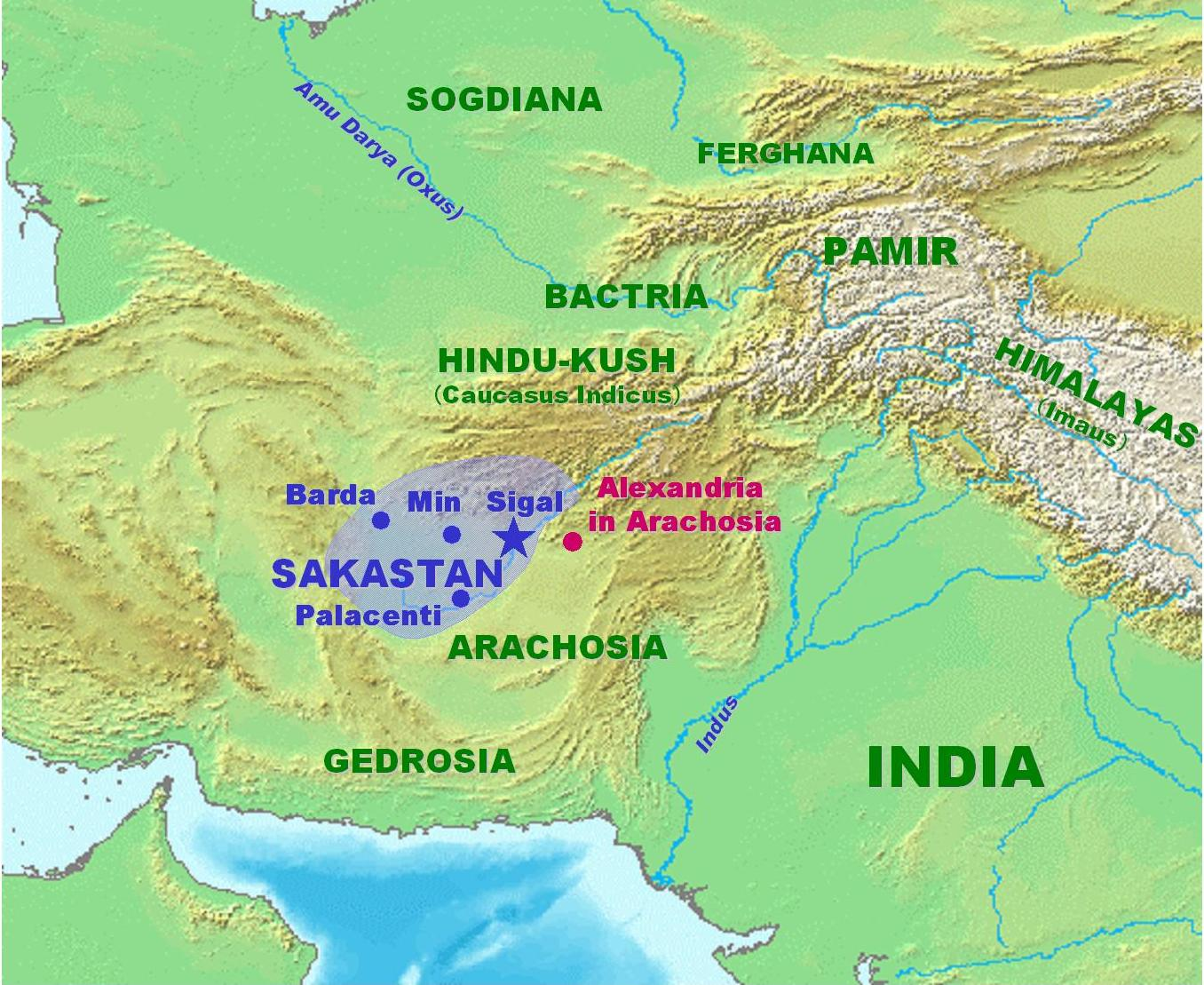
Sistan (Sakastan), I wiek p.n.e.

Sistan (paszto: Sistān, pers. ‏سیستان‎ Sīstān [siːˈstɒːn], hist. Sakastan) – kraina geograficzno-historyczna w południowej Azji, we wschodniej części Wyżyny Irańskiej, na terytorium wschodniego Iranu (ostan Sistan i Beludżystan), południowo-zachodniego Afganistanu (prowincje: Farah, Nimruz) i północno-zachodniego Pakistanu (fragment prowincji Beludżystan). Sistan zajmuje obszar liczący w przybliżeniu 15,5 tys. km², z czego ok. 40% przypada na Iran, tak samo jak i większość liczącej ok. 300 tys. osób populacji.

## Geografia
Sistan jest rozległą, pustynną, bezodpływową kotliną o płaskim dnie, wznoszącą się na wysokość 450–520 m n.p.m. Zachodnią jego część zajmuje pustynia Daszt-e Margo, wschodnią pustynia Registan. Znaczną część regionu zajmują bagna, solniska i słone jeziora, jak Hamun-e Helmand, będące pozostałościami wielkiego zbiornika wodnego istniejącego tu w plejstocenie. Na terenie Sistanu kończą swój bieg rzeki spływające z gór Hindukusz, m.in. Helmand i Farah Rod.
Sistan, znajdujący się w strefie klimatu podzwrotnikowego kontynentalnego, skrajnie suchego, posiada prawidziwie pustynny klimat, z bardzo nieregularną, mniejszą niż 100 mm rocznie, ilością opadów, bardzo wysokimi temperaturami w lecie i przymrozkami w zimie. Nieustannie wiejące podczas lata wiatry, powodują znaczące erozje.
Ludność Sistanu, zamieszkująca doliny i śródlądowe delty rzek, to przede wszystkim plemiona Tadżyków i Beludżów, zajmujące się koczowniczą hodowlą wielbłądów, kóz i owiec, także uprawą bawełny, zboża, sezamu i krzewów owocowych. Największym i najważniejszym miastem Sistanu jest Zabol, położony w części irańskiej i liczący ok. 130 tys. mieszkańców.

## Historia
W czasach prehistorycznych, prawdopodobnie już w III tysiącleciu p.n.e., cywilizacja Dżiroft obejmowała swym zasięgiem Sistan oraz część Kermanu.
W czasach późniejszych obszary te zajęły plemiona Ariów, należące do ludów irańskich. Później na obszarze tym zostało uformowane królestwo znane jako Arachozja, którego niektóre obszary do roku 600 p.n.e. podlegały władzy Medów. Państwo Medów zostało podbite w 550 p.n.e. przez Achemenidów, a pozostałą część Archozji podporządkowali sobie wkrótce potem. W III wieku p.n.e. Aleksander Wielki opanował te tereny podczas wyprawy przeciwko Persom i założył tu miasto „Aleksandrię w Arachozji” (współczesny Kandahar).
Imperium Aleksandra rozpadło się tuż po jego śmierci, a Archozja przeszła we władanie państwa Seleucydów, którego władca, Seleukos I Nikator, w 305 p.n.e. odsprzedał m.in. te tereny Ćandragupcie z dynastii Maurjów. Po upadku Maurjów, region przeszedł w 180 p.n.e. we władanie ich Greko-Baktryjskich sojuszników, tworząc Królestwo Indo-Greckie.
W II wieku p.n.e., większa część obszaru jakie zajmowało królestwo Indo-Greckie przeszła we władanie dynastii indo-scytyjskiej, wywodzącej się z Saków, od których ostatecznie swoją nazwę zawdzięcza Sistan (od Sakistanu). Państwo indo-scytyjskie zostało pokonane przez Partów (Indo-Partów) około 100 roku p.n.e. W połowie I wieku n.e. region ten został opanowany przez Królestwo Kuszanów. Kuszanowie z kolei zostali pokonani przez perskich Sasanidów w połowie III wieku, początkowo stając się państwem wasalnym, by następnie w połowie V wieku przejść we władanie Heftalitów. Sasanidzka armia odzyskała Sistan w 565 roku, by niecałe 100 lat później w 651 paść łupem Arabów.
W czasach średniowiecza Sistan znajdował się pod panowaniem różnych dynastii, przejściowo bywał także niezależny, rządzony przez lokalnych władców zwanych malikami. W XVI wieku został zajęty przez perskiego szacha Isma'ila I (1502–1524), z dynastii Safawidów. Sistan pod panowaniem Persów zachował znaczną niezależność. W 1747 został włączony do Królestwa Afganistanu, by później stać się kością niezgody pomiędzy Afganistanem i Iranem. W 1872 dzięki arbitrażowi brytyjskiemu wytyczono granicę dzielącą Sistan na część afgańską i irańską. W 1959 irańską część Sistanu połączono z Beludżystanem we wspólną jednostkę administracyjną – Sistan i Beludżystan.